# Bound for Glory (2022)
 (signalé en mai 2025).
Si vous disposez d'ouvrages ou d'articles de référence ou si vous connaissez des sites web de qualité traitant du thème abordé ici, merci de compléter l'article en donnant les références utiles à sa vérifiabilité et en les liant à la section « Notes et références ».
- Archive Wikiwix
- Bing
- Cairn
- DuckDuckGo
- E. Universalis
- Gallica
- Google
- G. Books
- G. News
- G. Scholar
- Persée
- Qwant
- (zh) Baidu
- (ru) Yandex
- (wd) trouver des œuvres sur Wikidata

Le Bound for Glory (2022) est la dix-huitième édition d'un événement de catch professionnel organisé par la fédération de catch Impact Wrestling (anciennement TNA) qui oppose Josh Alexander à Eddie Edwards.

## Contexte
Cet événement de catch professionnel présente différents matchs impliquant des catcheurs heel (méchant) et face (gentil), ils combattent sous un script écrit à l'avance.

## Tableau des matchs
| Ordre par numéros | Résultat | Stipulation(s)                                                 | Temps |
| --- | --- | -------------------------------------------------------------- | ----- |
| 1P | Brian Myers (c) bat Dirty Dango | Match Simple pour Impact Digital Media Championship            | 7:06  |
| 2 | Frankie Kazarian bat Mike Bailey (c)                                                                                                | Match Simple pour X Division Championship                      | 12:30 |
| 3 | Mickie James bat Mia Yim | Match Simple                                                   | 10:56 |
| 4 | The Death Dollz (Jessicka et Taya Valkyrie) (avec Rosemary) battent VXT (Chelsea Green et Deonna Purrazzo) (c)                      | Tag Team match pour les Impact Knockouts Tag Team Championship | 7:23  |
| 5 | The Kingdom (Matt Taven et Mike Bennett) (avec Maria Kanellis (c) battent The Motor City Machine Guns (Alex Shelley et Chris Sabin) | Tag Team match pour les Impact World Tag Team Championship     | 16:40 |
| 6 | Bully Ray gagne en éliminant en dernier Steve Maclin                                                                                | Call Your Shot Gauntlet Match                                  | 29:18 |
| 7 | Jordynne Grace (c) bat Masha Slamovich                                                                                              | Match Simple pour le Impact Knockouts Championship             | 16:01 |
| 8 | Josh Alexander (c) bat Eddie Edwards                                                                                                | Match simple pour le Impact World Championship                 | 28:03 |
| La lettre C placée entre parenthèses désigne la personne ou l’équipe championne en titre. P – indique que le match a eu lieu lors du pré-show | |                                                                |       |